# Distretto di Burgdorf
Il distretto di Burgdorf è stato uno dei 26 distretti del cantone di Berna in Svizzera. Confinava con i distretti di Wangen a nord, di Aarwangen a nord-est, di Trachselwald a est, di Signau a sud-est, di Konolfingen a sud, di Berna a sud-ovest, di Fraubrunnen a ovest e con il Canton Soletta (distretto di Wasseramt) a nord. Il comune di Burgdorf era il capoluogo del distretto. La sua superficie era di 197 km² e contava 24 comuni.
I suoi comuni sono passati alla sua soppressione al Circondario dell'Emmental e al Circondario di Berna-Altipiano svizzero.

## Comuni
- CH-3426 Aefligen
- CH-3473 Alchenstorf
- CH-3323 Bäriswil
- CH-3400 Burgdorf
- CH-3423 Ersigen
- CH-3415 Hasle bei Burgdorf
- CH-3412 Heimiswil
- CH-3429 Hellsau
- CH-3324 Hindelbank
- CH-3429 Höchstetten
- CH-3309 Kernenried
- CH-3422 Kirchberg
- CH-3425 Koppigen
- CH-3326 Krauchthal
- CH-3421 Lyssach
- CH-3324 Mötschwil
- CH-3424 Niederösch
- CH-3414 Oberburg
- CH-3424 Oberösch
- CH-3422 Rüdtligen-Alchenflüh
- CH-3472 Rumendingen
- CH-3421 Rüti bei Lyssach
- CH-3425 Willadingen
- CH-3472 Wynigen

### Fusioni
- 1887: Brechershäusern, Wynigen → Wynigen
- 1888: Alchenstorf, Wil → Alchenstorf
- 1911: Bickigen-Schwanden, Wynigen → Wynigen